# Rocco Talucci
Rocco Talucci (ur. 6 września 1936 w Venosie) – włoski duchowny katolicki, arcybiskup Brindisi-Ostuni w latach 2000-2012.

## Życiorys
Święcenia kapłańskie przyjął 23 lipca 1961. Obronił doktorat z teologii pastoralnej na Papieskim Uniwersytecie Laterańskim. Był m.in. asystentem diecezjalnym Akcji Katolickiej (1986-1988).

### Episkopat
25 stycznia 1988 został mianowany przez papieża Jana Pawła II biskupem diecezji Tursi-Lagonegro. Sakry biskupiej udzielił mu 25 marca tegoż roku ówczesny prefekt Kongregacji ds. Biskupów, kard. Bernardin Gantin.
5 lutego 2000 został biskupem diecezjalnym archidiecezji Brindisi-Ostuni. 8 kwietnia tegoż roku objął rządy w diecezji.
20 października 2012 przeszedł na emeryturę.